# Фэн Кан
Фэн Кан (кит.: 冯康; 9 сентября 1920, Сучжоу — 17 августа 1993, Пекин) — китайский математик, специалист в области прикладной и вычислительной математике. Им были развит метод конечных элементов, осуществлена натурализация и разработан метод естественных граничных элементов. Профессор Фэн Кан является пионером в области современной вычислительной математики в Китае.

## Биография
Семья профессора Фэн Кан происходила из Шаосина, провинция Чжэцзян. Родившийся в Нанкине, провинция Цзянсу, он переехал в Сучжоу, провинция Цзянсу, в возрасте 6 лет. Там с 1926 по 1939 год он учился в экспериментальной начальной школе, неполной средней школе и полной средней школе. В 1939 году профессор Фэн Кан был принят на факультет электротехники Центрального университета Чунцина. Через два года он перевелся на физический факультет, где стал обучаться по специальности «Электротехника, физика и математика». По окончании университета в 1944 году в 1945 году профессор Фэн Кан стал преподавать в университете Фудань. В 1946 году он стал преподавать на физико-математическом факультете Университета Синьхуа.
С 1951 года профессор Фэн Кан работал в Институте математики Китайской академии наук. С 1951 по 1953 год он стажировался в Математическом институте им. В. А. Стеклова АН СССР. В этот период он последовательно обучался у таких знаменитых математиков как Черн Шиинг-Шен, Хуа Логэн и Лев Семёнович Понтрягин. С 1957 по 1978 год он работал младшим научным сотрудником в Третьем отделении Института вычислительной техники Китайской академии наук. С 1978 по 1987 год он был директором Вычислительного центра Китайской академии наук, а после 1987 года — почетным директором этого Центра.
Он умер от обширного кровоизлияния в мозг 17 августа 1993 года.

## Общественная деятельность
Профессор Фэн Кан участвовал в работе Всекитайского собрания народных представителей, был председателем Китайского общества вычислительной математики, главным редактором журнала «Вычислительная математика» (кит.: 计算数学) и главным редактором журнала «Численные методы и компьютерные приложения» (кит.: 数值计算与计算机应用).

## Научный вклад
Профессор Кан Фен внес существенный вклад в несколько областей математики. До 1957 года он в основном работал в области чистой математики, в частности, над топологическими группами, группами Ли и теорией обобщенных функций. С 1957 года он начал работать в области прикладной и вычислительной математики, сделав ряд открытий в этих областях.
В конце 1950-х и начале 1960-х годов, работая над расчётами конструкций плотин, профессор Кан Фэн предложил систематический численный метод решения уравнений в частных производных. Этот метод был назван ``методом конечных разностей, основанным на вариационных принципах (基于变分原理的差分法法). Этот метод также был независимо открыт и в других странах, он более широко известен как метод конечных элементов. В настоящее время считается, что изобретение метода конечных элементов является важной вехой в вычислительной математике.
В 1970-х годах проф. Фен разработал теории вложения в пространство разрывных конечных элементов и обобщил классическую теорию эллиптических дифференциальных уравнений в частных производных на различные размерные комбинации, что обеспечило математическую основу для расчётов упругих композитных конструкций. Он также работал над сведением дифференциальных уравнений эллиптического типа к граничным интегральным уравнениям, что привело к разработке метода естественных граничных элементов, который в настоящее время рассматривается как один из трех основных методов граничных элементов. С 1978 года Проф. Фен читал лекции и семинары по конечным элементам и элементам естественных границ в более чем десяти университетах и институтах Франции, Италии, Японии и Соединенных Штатов.
С 1984 года Фенг обратился к изучению динамических систем, такие как гамильтоновы системы и волновые уравнения. Он предложил симплектические алгоритмы для гамильтоновых систем. Такие алгоритмы сохраняют симплектическую геометрическую структуру гамильтоновых систем. Он возглавлял исследовательскую группу, которая работала над симплектическими алгоритмами для решения гамильтоновых систем в пространствах конечных и бесконечных размерностей, а также над динамическими системами с алгебраическими структурами Ли, такими как контактные системы и системы без источников. Поскольку эти алгоритмы используют соответствующую геометрию и лежащие в их основе алгебры Ли и группы Ли, они превосходят обычные алгоритмы на больших временах и качественном моделировании во многих практических приложениях, таких как небесная механика и молекулярная динамика.

## Заслуги
Китайское академическое сообщество высоко оценило работу проф. Фен Кана, избрав его в 1980 действительным членом Китайской академии наук. После кончины учёного в 1994 году была учреждена Премия Фен Кана, которая присуждается молодым китайским учёным за выдающийся вклад в вычислительную математику.